# Михайло Янгель (срібна монета)
«Миха́йло Я́нгель» — ювілейна срібна монета номіналом 5 гривень, випущена Національним банком України, присвячена Михайлу Кузьмичу Янгелю — видатному вченому-механіку, конструктору ракетно-космічної техніки, засновникові науково-конструкторської школи ракетобудування. Під керівництвом Михайла Янгеля розроблено та створено ракети на висококиплячих компонентах палива, три покоління стратегічних ракетних комплексів, ракети-носії серій «Космос», «Інтеркосмос», «Циклон» тощо.
Монету введено в обіг 7 жовтня 2011 року. Вона належить до серії «Видатні особистості України».

## Опис монети та характеристики
| Номінал грн. | Метал            | Маса, г       | Діаметр, мм | Якість виготовлення | Гурт                           | Тираж, штук |
| ------------ | ---------------- | ------------- | ----------- | ------------------- | ------------------------------ | ----------- |
| 5            | срібло 925 проби | 15,55 / 16,81 | 33,0        | пруф                | гладкий із заглибленим написом | 5 000       |

### Аверс
На аверсі монети розміщено: угорі малий Державний Герб України та напис півколом «НАЦІОНАЛЬНИЙ БАНК УКРАЇНИ», стилізовану композицію, що відображає зліт першої ракети-носія «Космос» та перший супутник, розроблені Особливим конструкторським бюро (нині — КБ «Південне»), праворуч — номінал та рік карбування монети «5/ГРИВЕНЬ/2011».

### Реверс
На реверсі монети зображено портрет Михайла Янгеля, ліворуч від якого розміщено роки життя — «1911/1971», праворуч напис — «МИХАЙЛО/ЯНГЕЛЬ».

## Автори
- Художник — Кочубей Микола.

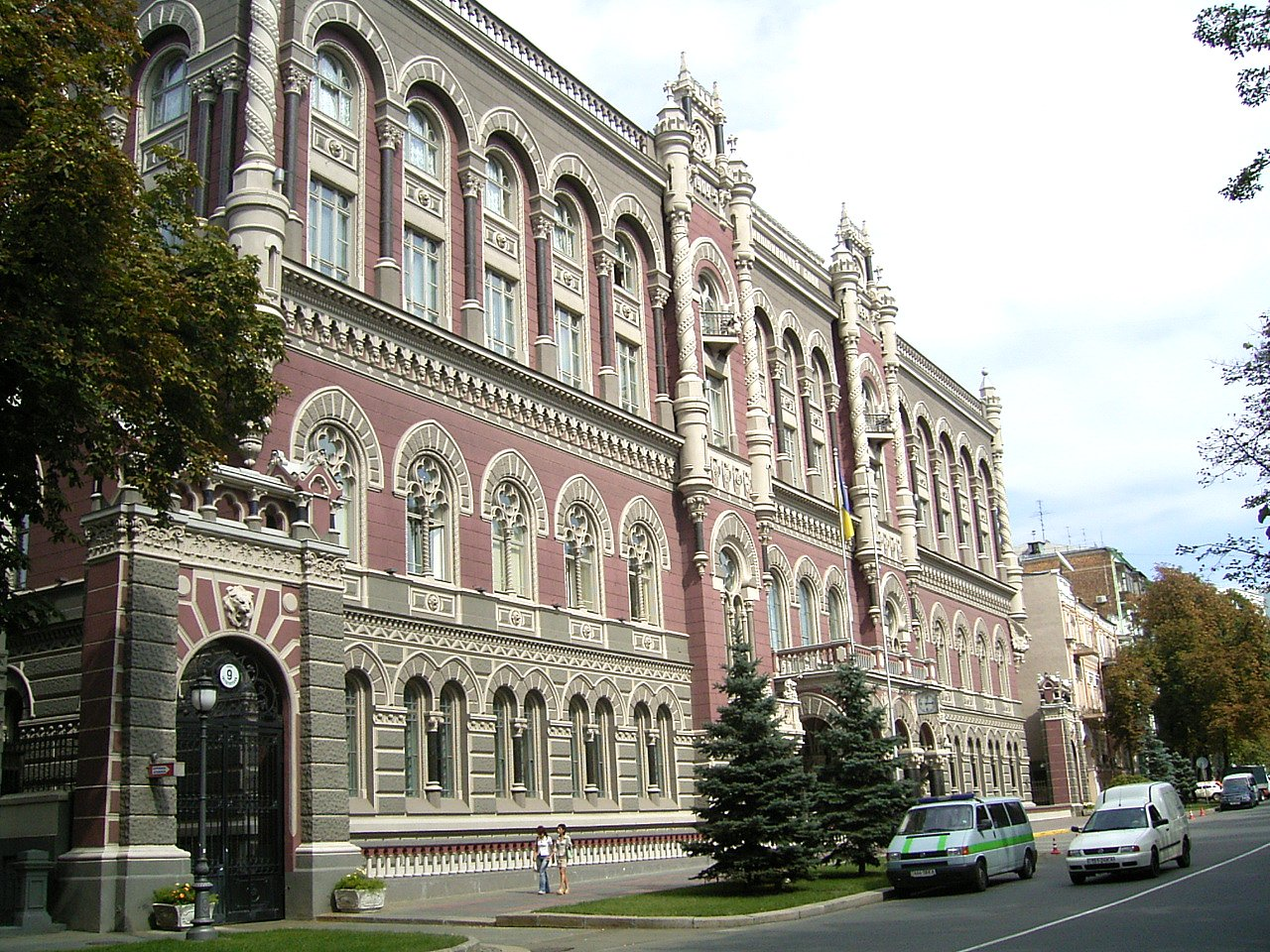
Будівля Національного банку України

- Скульптори: Атаманчук Володимир, Дем'яненко Володимир.

## Вартість монети
Ціну монети — 390 гривень, встановив Національний банк України у період реалізації монети через його філії 2011 роу.
Фактична приблизна вартість монети, з роками змінювалася так:
| Рік        | 2012 | 2013 | 2014 | 2015 | 2016 | 2017 | 2018 | 2019 | 2020 | 2021 | 2022 | 2023  | 2024  | 2025  |
| ---------- | ---- | ---- | ---- | ---- | ---- | ---- | ---- | ---- | ---- | ---- | ---- | ----- | ----- | ----- |
| Ціна, грн. | 430  | 400  | 330  | 400  | 550  | 620  | 600  | 550  | 560  | 630  | 750  | 1 370 | 1 480 | 1 650 |